# Calodia obscurus
Calodia obscurus är en insektsart som beskrevs av Carl Stål 1870. Calodia obscurus ingår i släktet Calodia och familjen dvärgstritar. Inga underarter finns listade i Catalogue of Life.